# Пернитас Појнт (Тексас)
Пернитас Појнт (енгл. Pernitas Point) град је у америчкој савезној држави Тексас.

## Демографија
По попису из 2010. године број становника је 0, што је 269 (-100,0%) становника мање него 2000. године.
| Група             | 2000.       | 2010.    |
| Белци             | 226 (84,0%) | 0 (0,0%) |
| Афроамериканци    | 2 (0,7%)    | 0 (0,0%) |
| Азијати           | 1 (0,4%)    | 0 (0,0%) |
| Хиспаноамериканци | 39 (14,5%)  | 0 (0,0%) |
| Укупно            | 269         | 0        |